# Comuna Ananiiv Perșîi, Ananiev
Ananiiv Perșîi (în ucraineană Ананьїв Перший) este o comună în raionul Ananiev, regiunea Odesa, Ucraina, formată din satele Ananiiv Perșîi (reședința) și Selîvanivka.

## Demografie
Componența lingvistică a comunei Ananiiv Perșîi
     Ucraineană (89,68%)
     Rusă (6,42%)
     Română (3,6%)
     Alte limbi (0,12%)
Conform recensământului din 2001, majoritatea populației comunei Ananiiv Perșîi era vorbitoare de ucraineană (89,68%), existând în minoritate și vorbitori de rusă (6,42%) și română (3,6%).